# 泰仁景氏
泰仁景氏（テインギョンし、태인경씨）は、朝鮮の氏族の一つ。本貫は全羅北道井邑市である。2015年調査では、1,223人である。
始祖は、中国殷の貴族の景汝松である。景汝松は、箕子が朝鮮を征服した時に、箕子と共に箕子朝鮮を建国し、詩書・礼儀・祭祀・冠婚葬祭・政治制度を朝鮮に教えた。

## 集姓村
- 全羅北道井邑市泰仁面
- 黄海道海州市
- 慶尚北道慶州市[2]